# Chroom(IV)chloride
Chroom(IV)chloride is een bij kamertemperatuur een onstabiele gasvormige verbinding met als brutoformule CrCl4. Chroom(IV)chloride ontleedt bij kamertemperatuur en smelt boven 600°C. De verbinding vertoont nauwelijks een ionair karakter.
Chroom(IV)chloride wordt bereid door een reactie van chroom(III)chloride met dichloor bij een hoge temperatuur:
{\displaystyle {\ce {2CrCl3 + Cl2 -> 2CrCl4}}}
Bij ontleding worden de uitgangsstoffen opnieuw gevormd.